# Шитоаја (Горж)
Шитоаја (рум. Șitoaia) насеље је у Румунији у округу Горж у општини Рошија Де Амарадија. Oпштина се налази на надморској висини од 409 m.

## Становништво
Према подацима из 2002. године у насељу је живело 281 становника, од којих су сви румунске националности.